# Morimopsis granulipennis
Morimopsis granulipennis är en skalbaggsart som beskrevs av Stefan von Breuning 1966. Morimopsis granulipennis ingår i släktet Morimopsis och familjen långhorningar. Inga underarter finns listade i Catalogue of Life.